# Джокер (персонаж)
Джокер (англ. Joker — жартівник) (повне ім'я: Джек Освальд Вайт, англ. Jack Oswald White) — суперлиходій всесвіту DC Comics, головний та затятий ворог Бетмена. Посідає 2 місце в списку 100 найкращих лиходіїв із коміксів.

## Джокер у коміксах

Перша поява Джокера у коміксах (Batman #1), 1940 рік

У коміксах Джокер — вбивця батьків Робіна, напарника Бетмена. Минуле Джокера досі оповите таємницею. У коміксі «Going Sane» називають його ім'я — Джозеф Керр. Проте цілком можливо, що навіть він сам вже не пам'ятає, ким був до того, як став Джокером. Згідно з визнаною канонічною версією чоловік, який став Джокером, упав у чан з хімічними відходами, коли в костюмі Червоного Ковпака брав участь у пограбуванні карткової фабрики. Внаслідок цього інциденту він отримав білу шкіру з чорними тінями і зеленим волоссям, а на обличчі в нього назавжди застигла посмішка. Він вбраний у фіолетовий костюм та б'ється різними предметами, які стилізовані під реквізит клоуна чи ілюзіоніста.
Незабаром після інциденту з хімічними відходами в Ґотемі було виявлено склад, повний усміхнених трупів, а на екранах телевізорів виник дивний персонаж у фіолетовому костюмі, який заздалегідь анонсував кого і коли він збирається вбити. Бетмену і комісарові Ґордону довелося докласти чимало зусиль, щоб зупинити Джокера, який розправився із власниками злощасного заводу і мав намір отруїти готемське водосховище. У результаті лиходій опинився в психлікарні Аркхем, пацієнтів якої він незадовго до цього випустив на вулиці міста.
Пізніше у Джокера з'явилася напарниця — дівчина Гарлі Квінн, вбрана у костюм арлекіна і безтямно закохана в маніяка. Також (відповідно до непідтвердженої версії) у нього була вагітна дружина Дженні, яку вбили, і Джокер іноді за нею сильно побивався.

## Джокер у фільмах

Джокер у фільмах: Сізар Ромеро, Джек Ніколсон, Гіт Леджер

### Бетмен (фільм та серіал 1966 року)
Джокер кілька разів з'являвся в кінофільмах про Бетмена. У серіалі 60-х років він був змінений в плані зовнішності: тепер у нього не зелене, як у коміксах, а світле волосся, а замість застиглої посмішки йому подовжили помадою кути рота. Костюм йому зробили червоним.
У фільмі Джокер виглядає аналогічно до коміксів.

### Бетмен (фільм 1989 року)
У 1989 році Джокер повернувся у фільмі Тіма Бертона «Бетмен» у виконанні Джека Ніколсона. Тут у нього з'являється нове ім'я — Джек Нап'єр. У результаті невдалої пластичної операції його обличчя спотворене: на ньому назавжди застигла посмішка. У цьому фільмі немає Робіна, тому саме Джокер вбив батьків Бетмена. У плані зовнішності повернулися до традиційного трактування: зелене волосся, біле обличчя, червоні губи, фіолетовий костюм та постійна посмішка.

### Темний лицар(фільм 2008 року)
У «Темному лицарі» у Джокера знову пропадає ім'я. Змінено трактування зовнішності: у Джокера зеленувате, довге кучеряве волосся, чорні контури довкола очей, традиційний дорогий (брудний) фіолетовий костюм, фіолетові рукавички та біле обличчя. Постійною посмішкою стали шрами від ножа, протягнуті від кутів рота. Протягом фільму Джокер дає декілька версій їх появи: знущання батька, нещасне сімейне життя, але дійсна причина так і залишається прихованою. Від падіння у хімікати тут відмовилися — біле обличчя Джокера тут простий грим.

## Історія

### Людина, яка сміється (джерело натхнення)
У німому фільмі «Людина, яка сміється» (англ. The Man Who Laughs, 1928) знятому по мотивам відомого твору Віктора Гюґо актор Конрад Вейдт зіграв сина багатія, покараного за непокірність батька перед королем. Йому розсікли рот, назавжди залишивши жахливу посмішку. Саме кадри з Вейдтом надихнули художників і сценаристів Боба Кейна, Білла Фінгера і Джеррі Робінсона на створення образу Джокера.
Мало хто знає, але у деяких рідких номерах коміксів Джокера зупиняв герой Vsylyev Max(відомий під ім'ям MVO (одного разу у Detective Comics № 327 Max переміг Джокера і доставив його в Arkham Asylum).

### Бетмен # 1 (перша поява)
Особисто Джокер вперше з'явився в першому коміксі про Бетмена від Detective Comics в 1940 році. Його походження ніяк не пояснювалося, а його злочинні методи були зовсім не схожі на методи інших злочинців. Після першої ж битви з Бетменом Джокер загримів за ґрати і в першому коміксі більше не з'являвся.
Взагалі-то, за сюжетом Джокер повинен був загинути під час своєї другої появи. Але рішення редактора врятувало антигероя в останню хвилину. І лиходій продовжив діставати Бетмена її на сторінках коміксів в 50-тих роках.

### Бетмен (ТБ-серіал, 1966—1968) (перша поява на екрані)
Актор Цезар Ромеро став першим Джокером. Він зіграв клоуна-злодія в 18 серіях, показавши його вічно регочучим жартівником. Це повною мірою зображало те, як представляли злодіїв в коміксах того часу. Ромеро відмовився збрити вуса для ролі, тому вони нахабно стирчали з-під гриму у всіх серіях Бетмена.

### Комікс «Бетмен» (1973—1978)
У 70-тих за Бетмена взялися всі, кому не лінь. Комікси про літаючого супергероя малювали Денніс О'Ніл, Ніл Едамс, Маршалл Роджерс і Стів Енглхарт. Вони-то й повернули нам цього зловісного Джокера. Він ставав все хитрішими і жорстокішим. А його образ обростав справжнім божевіллям.

### Убивчий жарт (перший комікс, присвячений антигерою)
Алан Мур в 80-тих, наситившись попередніми коміксами за участю Джокера, створив «Убивчий жарт» (англ. The Killing Joke, 1986), де спробував придумати йому легенду. За сюжетом, Джокер був комедіантом-невдахою, що перетворився на злочинця. Обличчя його знівечили хімікати після вибуху на заводі, куди він поліз далеко не з благими намірами. Крім жорстокості у Джокера з'явилася його фірмова збоченість. У коміксі «Убивчий жарт» він викрав доньку комісара Гордона, відому як Бетгел, і діставав поліцейського, посилаючи йому фото оголеної доньки.
Саме цей комікс став головним джерелом натхнення для режисерів Крістофера Нолана і Тіма Бертона, які знімали кіноверсії Бетмена.

### Смерть у сім'ї (закінчення формування образу)
У випуску коміксу, названому «Смерть у сім'ї» (англ. A Death in the Family, 1988) Джокер зовсім виходить з-під контролю. Він підриває Робіна. Цей сюжетний хід був зроблений за таких обставин. Редактори дали читачам два номери телефону і запропонували проголосувати за долю Робіна: один номер — за те, щоб він вижив. Другий — за те, щоб помер. За результатами голосування персонаж Робіна було вбито.
Його смерть стала важким ударом для Бетмена і, нарешті, перетворила Джокера у те, що ми маємо сьогодні — найстрашнішого, темного і зловісного антигероя всіх часів і народів[джерело?].

### Бетмен (на вершині)
Джокер досяг вершин. Тепер грати його доручено майстрам екстра-класу. Тепер всі справжні актори полювали вже не за роллю супергероя, а хотіли зіграти Джокера.

### Бетмен: мультсеріал
Мультсеріал «Бетмен» (англ. Batman: The Animated Series, 1992—1995) вийшов на хвилі бертонівського Бетмена. Але він не був таким похмурим, так як основним завданням творців стала адаптація історії для дітей. Джокера в мультику озвучував Марк Гемілл, більше відомий як Люк Скайвокер. Завдяки Джокеру актор зміг розвинути нову кар'єру і став озвучувати анімаційні фільми.

### Темний лицар (Джокер, який отримав Оскар)

Гіт Леджер у ролі Джокера

У «Темному лицарі» у Джокера пропадає ім'я. Змінено трактування зовнішності: у Джокера зеленувате, довге кучеряве волосся, чорні контури довкола очей, традиційний дорогий (брудний) фіолетовий костюм, фіолетові рукавички та біле обличчя. Постійною посмішкою стали шрами від ножа, протягнутого від кутів рота. Протягом фільму Джокер дає декілька версій їхньої появи: знущання батька, нещасне сімейне життя, але дійсна причина так і залишається прихованою. Від хімікатів відмовилися — біле обличчя Джокера тут простий грим.